# Nullum crimen sine lege
A nullum crimen sine lege (magyarul: "nincs bűncselekmény törvény nélkül") azt jelenti, hogy amit törvény nem nyilvánít büntetendő cselekménynek (magatartásnak), azt nem lehet bűncselekménynek tekinteni.
Közérthetőbben: csak olyan magatartás miatt vonható büntetőjogilag felelősségre bárki, amely magatartás az elkövetés időpontjában már szerepel bűncselekményként a Büntető törvénykönyvben.
Ezt a jogelvet a középkori önkénnyel szemben, a polgári átalakulásért, a jogegyenlőségért küzdő erők vívták ki.